# 濱田兼幸
濱田 兼幸（はまだ かねゆき、1949年〈昭和24年〉 -　）は、福岡県出身の工学者、実業家。九州工業大学工学部制御学科卒。株式会社ワイ・イー・データの取締役社長(代表取締役)、ゼネラルパッカー株式会社取締役である。

## 略歴
- 1949年 - 9月20日に生まれる
- 1972年 - 九州工業大学工学部制御学科卒業
- 1972年 - 株式会社安川電機製作所(現 株式会社安川電機)入社
- 2002年 - 株式会社安川電機取締役経営企画室長
- 2004年 - 株式会社ワイ・イー・データ常務取締役開発企画部長
- 2005年 - 株式会社ワイ・イー・データ取締役社長(代表取締役)
- 2005年 - 株式会社安川電機取締役
- 2009年 - 株式会社ワイディー・メカトロソリューションズ取締役社長
- 2012年 - ゼネラルパッカー株式会社取締役

## 参考資料
- 株式会社ワイ・イー・データ
- 株式会社ワイ・イー・データ　役員人事について
- ゼネラルパッカー株式会社